# 尼布甲尼撒 (布萊克)

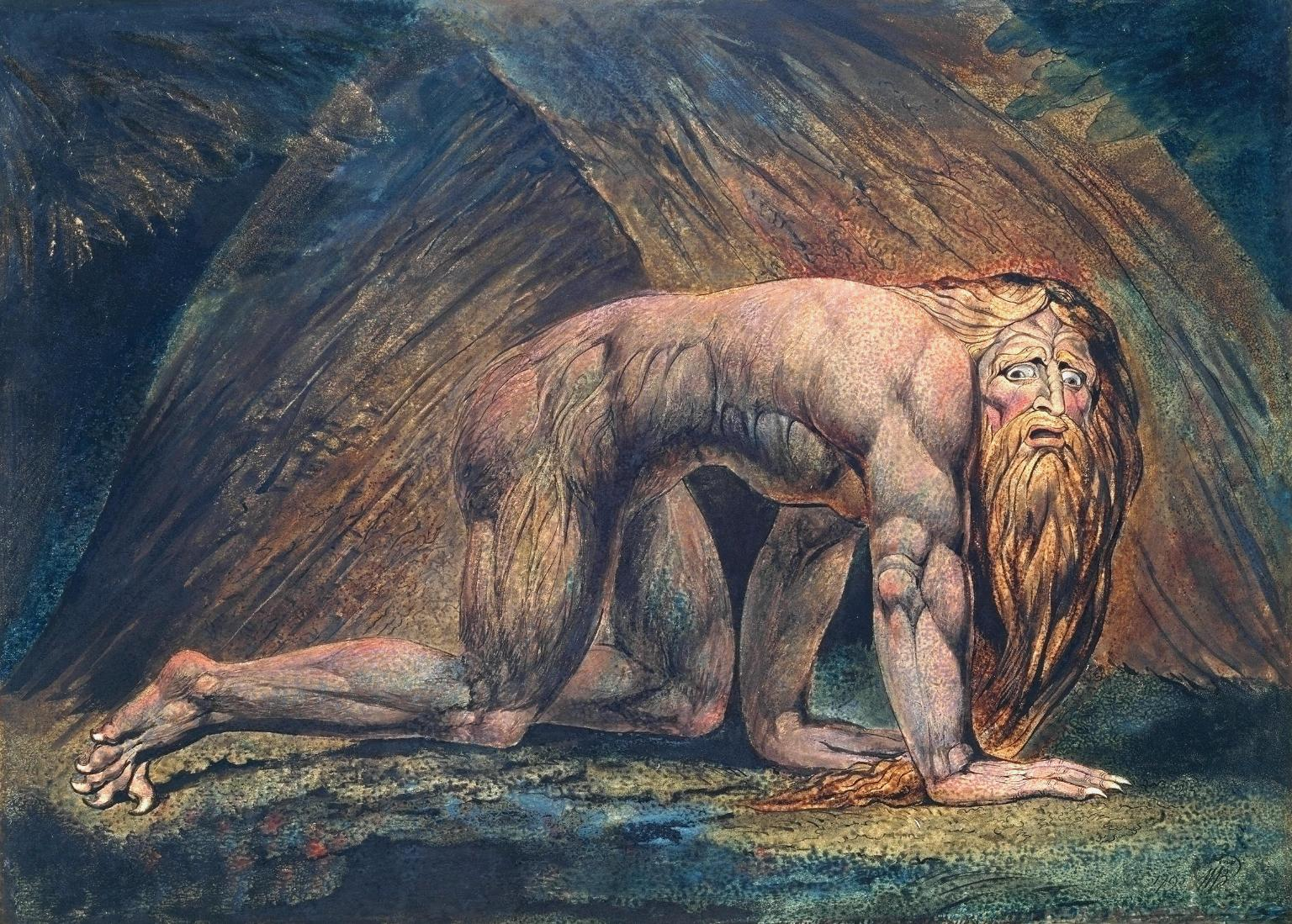
尼布甲尼撒, 泰特不列顛本

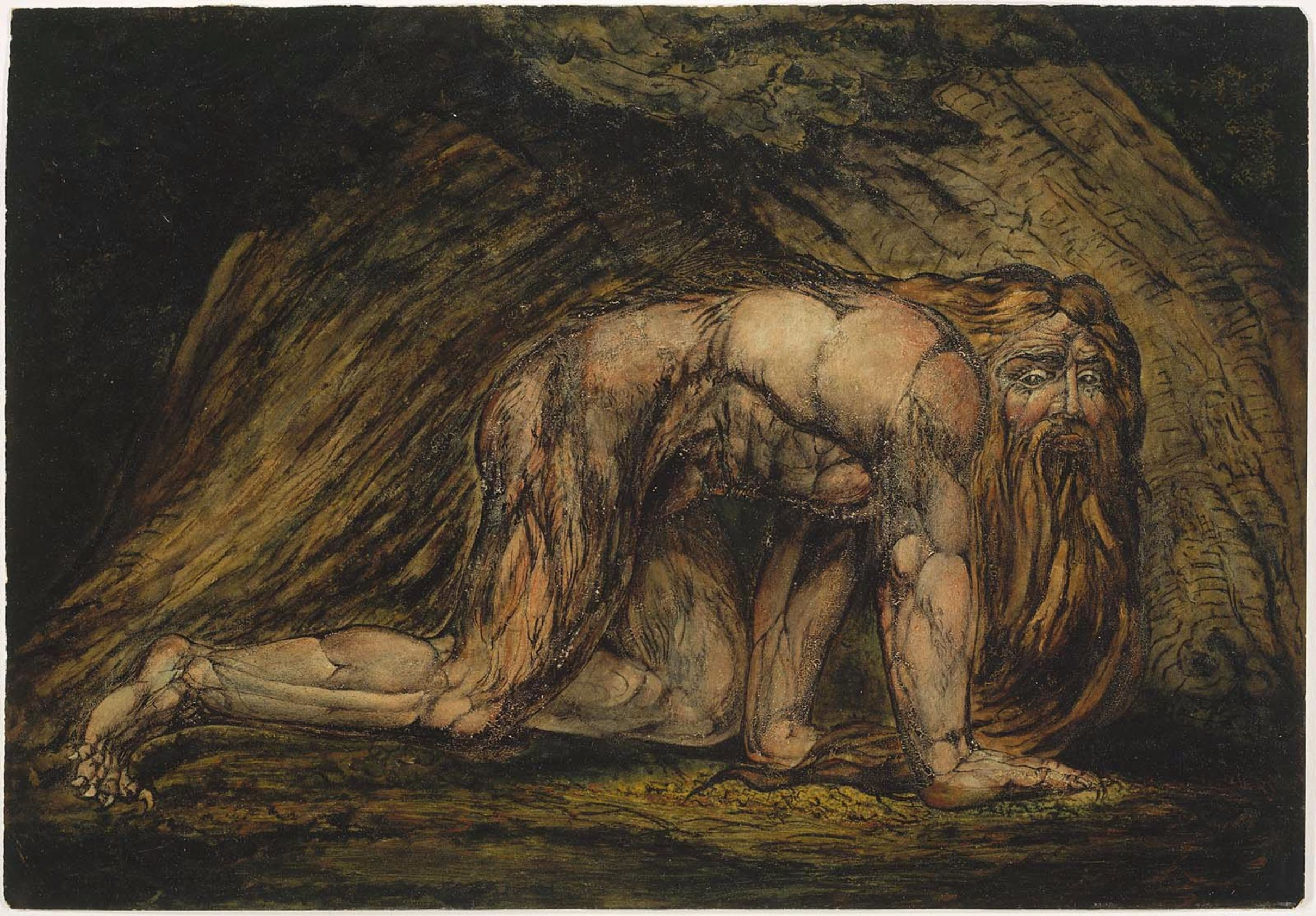
波士頓美術館本. 可能複印於1805年

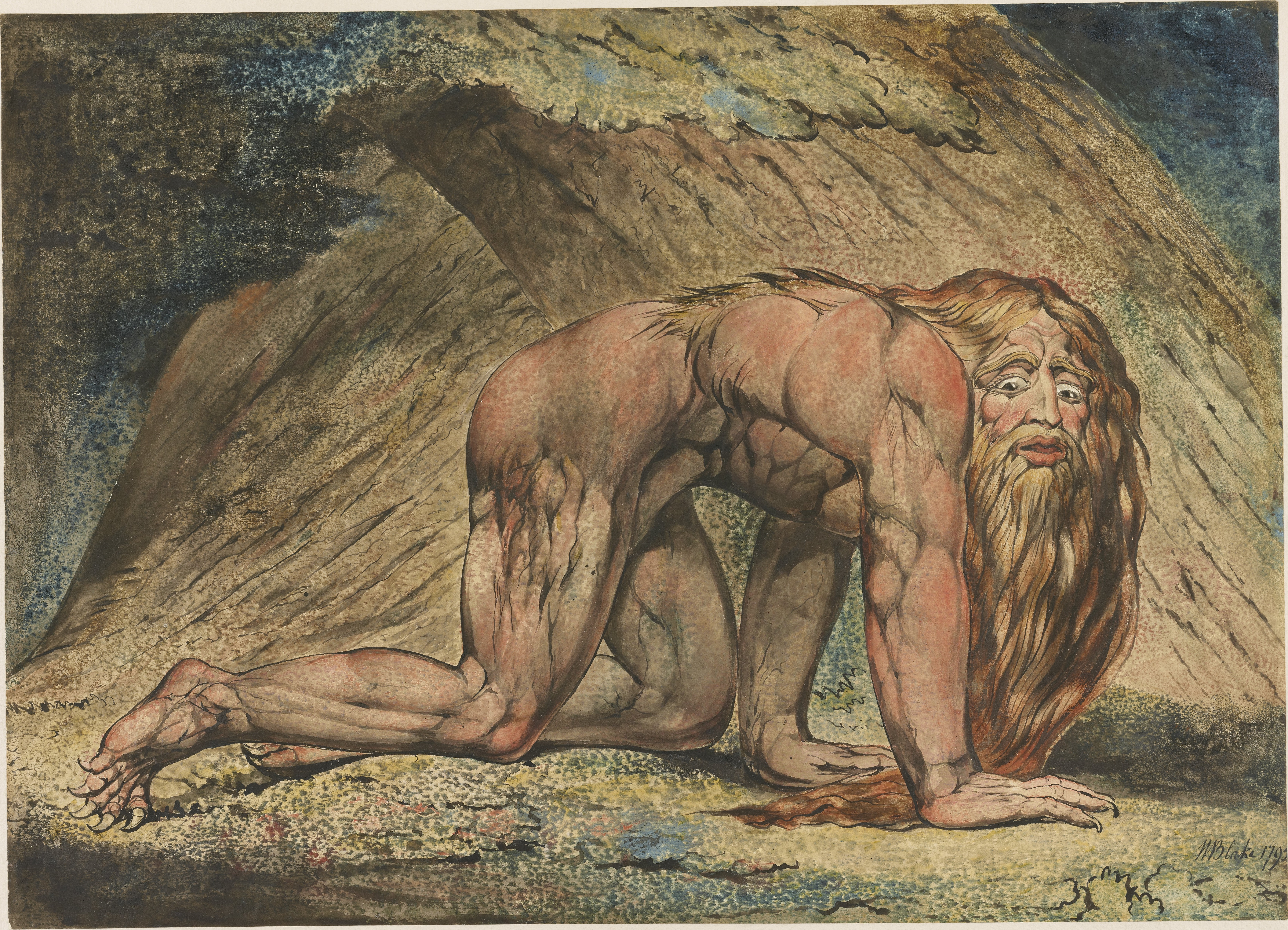
明尼阿波利斯藝術學院本. 1795年複印

《尼布甲尼撒》（Nebuchadnezzar）是英国诗人、画家和版画家威廉·布萊克的一幅彩色版画，根据《旧约》但以理书中的记载，描绘巴比伦国王尼布甲尼撒二世，因傲慢而失去理智， 吃草如牛。
尼布甲尼撒是所谓的“彩色大版画”（Large Colour Prints）的一部分；这个系列彩色版画开始于1795年，12幅，43 cm × 53 cm，其中大部分都有三份副本。这些画在印刷后，布莱克和他的妻子凯瑟琳再添加墨水和水彩。 它存在四个副本，现在在：伦敦泰特不列颠、波士顿美术馆、 明尼阿波利斯艺术学院, ，第四个副本自1887年即消失。

## 历史

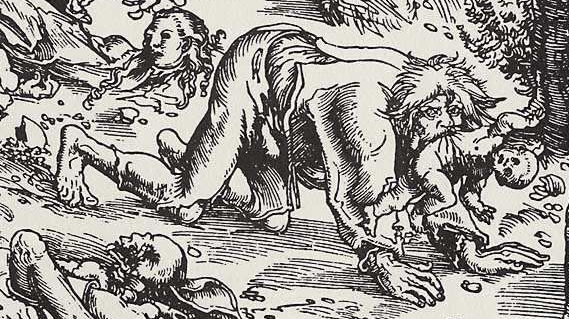
Detail of woodcut by Lucas Cranach the Elder, 1512

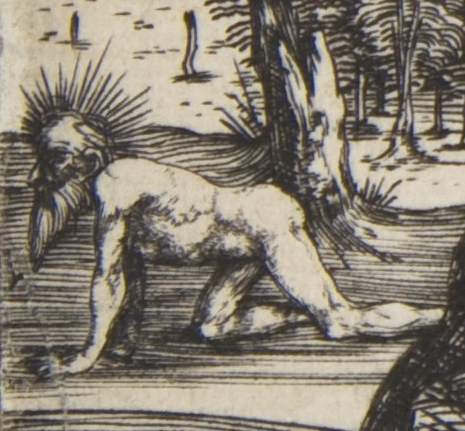
Detail of The Penance of St. John Chrysostom, engraving, 1496

《尼布甲尼撒》改编自布莱克的《天堂与地狱的婚姻》早先的版画。

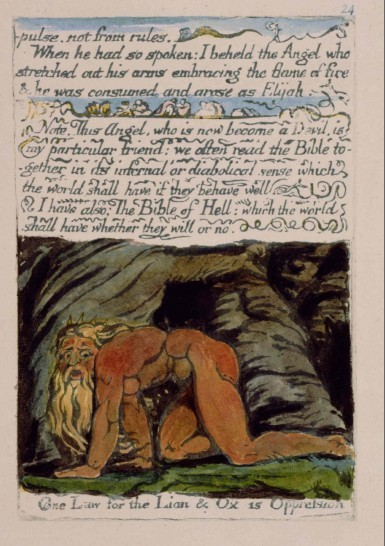
《天堂与地狱的婚姻》中的插图“尼布甲尼撒”. 1790–93